# Secolo e focaccia
Secolo e focaccia è il primo album in studio di Carlo Denei, cantautore, comico e autore televisivo.

## Descrizione
Registrato interamente a Genova, negli studi dell'arrangiatore Nicola Ursino, questo lavoro ha visto la partecipazione di diversi protagonisti del panorama artistico ligure, amici di Carlo Denei ovvero: Alessandro Bianchi, Paolo Bonfanti, Andrea Bottesini, Pinuccio Brenzini, I Buio Pesto, Andrea Di Marco, Franca Lai, Pippo Lamberti, Michele, Piero Parodi, Paolo Passano, Settimo Benedetto Sardo, Roberto Tiranti e Vladimiro Zullo dei Trilli.
Secolo e focaccia è una raccolta di brani inediti scritti da Carlo Denei in diversi momenti della sua vita. Nato per essere pubblicato sulla piattaforma digitale, a poche settimane dalla presentazione ha invece cambiato destinazione ed è stato pubblicato e distribuito dal Secolo XIX avendo, la canzone guida, riscontrato le simpatie del direttore del quotidiano, Alessandro Cassinis.

## Copertina
La copertina del CD in realtà è il libro dal titolo Secolo focaccia e fantasia scritto da Carlo Denei. La copertina del libro e quindi del CD ritrae un pezzo di focaccia dal cui buco fanno capolino gli occhi di Denei che si sollevano dalla lettura del Secolo XIX. Questa immagine è opera dell'artista grafico Paolo Valdenassi, responsabile dell'associazione culturale "Factory 28".

## Brani

### Pendolare
Denei dipinge una scanzonata metafora della vita quotidiana, raccontando la storia di un semplice operaio che, uscendo dal lavoro, perde il treno. Il brano è tratto da una poesia scritta dall'autore nel 1981. la canzone presenta l'intervento dell'autore e amico fraterno di Denei, Alessandro Bianchi, suo collega nei Cavalli Marci.

### Fumenti
Questa è l'unica canzone comica del cd. Qui Denei svela la sua vera natura di ipocondriaco incallito.

### Secolo e focaccia
È il brano dal quale è nata l'idea di costruire una raccolta. Parla di un genovese che lavora fuori sede e che appena può torna nella sua città per gustarne tutti i sapori da quelli più dolci a quelli più amari.

### Giugno 1970
Questa canzone, scritta ala vigilia di una finale mondiale di calcio, richiama con nostalgia l'infanzia di Denei che nella canzone fa un parallelismo con un'altra finale di calcio, immaginando come avrebbe potuto viverla un suo coetaneo divenuto campione del mondo.

### Nemmeno un attimo
È una canzone d'amore che Denei ha regalato alla moglie Laura, in occasione del loro decimo anniversario di nozze.

### Sigaretta
È un brano di protesta contro le barriere troppo rigide imposte ai fumatori, in contrasto alla troppo facile diffusione del gioco d'azzardo. Questa è l'unica canzone non arrangiata da Nicola Ursino. È un pezzo blues con accompagnamento al pianoforte di Fabrizio "Pippo" Lamberti e con la chitarra di Paolo Bonfanti. I cori sono della moglie di Carlo Denei, Laura Longoni.

### Smog
Questa è la canzone che più di tutte ha fatto soffrire Nicola Ursino per come è stata costruita. Infatti ci sono ben quattro cambi di tempo e melodia. 
Il testo parla di un uomo ossessionato da una donna che perde e ritrova continuamente nel corso della sua vita per le vie della città tra motori accesi e fumi inquinanti.

### Pendolari(Pendolareseconda versione)
Lo stesso testo della canzone Pendolare è cantato da alcuni tra i più noti artisti genovesi: Alessandro Bianchi, Paolo Bonfanti, Andrea Bottesini, I Buio Pesto, Andrea Di Marco, Franca Lai, Pippo Lamberti, Michele, Piero Parodi, Paolo Passano, Claudia Pastorino, Settimo Benedetto Sardo, Roberto Tiranti e Vladimiro Zullo dei Trilli.  Questo brano contiene anche il commento finale dello speaker radiofonico Pinuccio Brenzini, noto commentatore delle partite del Genoa Cricket and Football Club.

## Tracce
Testi e musiche di Carlo Denei.
1. Pendolare – 3:40
2. Fumenti – 4:55
3. Secolo e focaccia – 3:15
4. Giugno 1970 – 4:22
5. Nemmeno un attimo – 3:18
6. Sigaretta – 3:53
7. Smog – 2:28
8. Amici miei – 2:45
9. Pendolari – 3:40

## Formazione
- Carlo Denei - voce
- Nicola Ursino - chitarra acustica, basso, armonica a bocca, percussioni
- Pippo Lamberti - pianoforte
- Paolo Bonfanti - chitarra elettrica